# Carlos Mayor
Carlos Mayor, född 5 oktober 1965, är en argentinsk tidigare fotbollsspelare.
I september 1988 blev han uttagen i Argentinas trupp till OS 1988.